# Robert Hofstadter
Robert Hofstadter (Nova York, 1915 - Palo Alto, 1990) fou un físic i professor universitari estatunidenc guardonat amb el Premi Nobel de Física l'any 1961.

## Biografia
Va néixer a la ciutat de Nova York (Nova York), el 5 de febrer de 1915, en una família d'arrels jueves poloneses. Graduat en física i matemàtiques l'any 1935 pel City College of New York, es doctorà l'any 1938 per la Universitat de Princeton.
Morí el 17 de novembre de 1990 a la població californiana de Palo Alto. Fou pare del científic i filòsof Douglas Hofstadter.

## Recerca científica
Professor de la Universitat Stanford entre 1950 i 1985, les seves investigacions científiques se centraren en l'estructura dels nucleons. L'any 1961 compartí amb Rudolf Mößbauer, tot i que per treballs diferents, el Premi Nobel de Física pels seus estudis, pioners, sobre la dispersió de l'electró en els nuclis atòmics i pels seus descobriments relatius a l'estructura dels nucleons.